# Катаріна Вайссгербер
Катаріна Вайссгербер (нім. Katharine Weißgerber; 3 серпня 1818, Шварценгольц — 6 серпня 1886, Саарбрюккен) —  жінка, нагороджена хрестом «За заслуги» для жінок та дівчат за турботу про поранених під час Франко-прусської війни.

## Біографія
Дочка шахтаря, була п'ятою дитиною в сім'ї. Грошей в сім'ї не вистачало, тому Катаріна працювала хатньою робітницею і нянею в сім'ї Шульц в Саарбрюккені.
Прославилася під час Франко-прусської війни. 6 серпня 1870 року під час бою на висотах Шпіхерне-Форбах, на південь від Саарбрюкена, вона виносила з поля бою поранених обох воюючих сторін і доглядала за ними, в будь-який момент ризикуючи загинути від випадкової кулі або снаряда. 
Не дивлячись на заслуги і популярність, померла в злиднях.